# Peter Gauweiler
Peter Gauweiler, né le 22 juin 1949, est un homme politique allemand. Il est connu pour ses positions eurosceptiques. En raison de divergences politiques internes il a démissionné de son siège de député du Bundestag en mars 2015. 